# Tunstall (Kent)
Tunstall – wieś w Anglii, w hrabstwie Kent, w dystrykcie Swale. Leży 15 km na północny wschód od miasta Maidstone i 63 km na wschód od centrum Londynu.